# Svärd och Sköld
Svärd och Sköld (rysk originaltitel Щит и меч, Sjtjit i metj) är en serie om fyra sovjetiska drama-, äventyrs- och krigsfilmer från 1968. Filmerna är baserade på en roman med samma titel av Vadim Kozjevnikov utgiven 1965. Filmserien är inspelad i Dresden i Östtyskland, Polen, Litauen samt Ryssland, och utspelar sig under andra världskriget. Den har ingen svensk titel men presenterades internationellt under sitt engelska namn.

## Handling
Den sovjetiska spionen Alexander Belov (spelad av Stanislav Ljubsjin) tar sig 1940 in i Nazityskland, där han arbetar under täcknamnet Johann Weiss. Hans perfekta tyska, och för ändamålet lämpliga uppförande, gör det möjligt för honom att göra karriär inom SS-högkvarteret och Abwehr i Berlin, där han 1944 uppnår en stark position som Oberleutnant (motsvarande premiärlöjtnant). Under hela sin tjänsteperiod som hemlig sovjetisk agent inom den tyska försvarsmakten har han tillgång till värdefull information, som han kan vidarebefordra till hemlandet.

## Delar
1. Bez prava byt' coboj (Без права быть собой, "Utan rätt att vara sig själv", premiär 19 augusti 1968)
2. Prikazano vyzjit' (Приказано выжить..., "Order: överlev", premiär 19 augusti 1968)
3. Obzjalovaniju ne podlezjit (Обжалованию не подлежит, "Beslutet får inte överklagas", premiär 3 september 1968)
4. Posledniij rubezj (Последний рубеж, "Den yttersta gränsen", premiär 3 september 1968)